# پروژه پایگاه داده ژنوم آنسامبل
پروژه پایگاه داده ژنوم آنسامبل (انگلیسی: Ensembl genome database project) یک پروژه علمی در «مؤسسهٔ بیوانفورماتیک اروپا» است که در سال ۱۹۹۹ میلادی در پاسخ به تکمیل قریب‌الوقوع پروژه ژنوم انسان راه‌اندازی شد.
هدف پروژهٔ آنسامبل، تأمین یک منبع متمرکز برای دانشمندان علم ژنتیک، علوم سلولی-مولکولی و سایر پژوهشگرانی که ژنوم انسان، مهره‌داران و مدل‌های ارگانیسم را بررسی و مطالعه می‌کنند. آنسامبل یکی از چند مرورگر ژنوم شناخته‌شده و مشهور است که می‌توان اطلاعات ژنومیک را از آن به‌دست‌آورد. یک مرورگر و پایگاه داده در مرکز ملی اطلاعات زیست‌فناوری (NCBI) و دانشگاه کالیفرنیا، سانتا کروز (UCSC) موجود است.
ژنوم انسان از ۳ میلیارد جفت‌باز تشکیل شده‌است که در حدود ۲۰٬۰۰۰ تا ۲۵٬۰۰۰ ژن را کُدگذاری می‌کنند. با این حال، دانستن ژنوم به تنهایی، استفاده چندانی ندارد مگر آنکه جایگاه دقیق ژن‌ها و رابطه‌شان را با هم بشناسیم. برای این منظور، یک راهکار آن است که گزارمان دستی انجام شود که طی آن، گروهی از دانشمندان با استفاده از داده‌های تجربی به‌دست آمده از مقالات علمی و پایگاه‌های دادهٔ عمومی، جایگاه ژن را تعیین می‌کنند. این روش بسیار زمان‌بر و طاقت‌فرسا است. روش دیگر آن است که با استفاده از قدرت محاسباتی کامپیوترها، گزارمان اتوماتیک انجام شود تا کارهای دشواری چون تطبیق الگو پروتئین با دی‌ان‌ای در زمان کمتر و سهولت بیشتری انجام شود.
این وبسایت، رابط برنامه‌نویسی کاربردی REST و Perl را در اختیار استفاده‌کنندگان قرار می‌دهد.

## گونه‌هایکنونی
علاوه بر ژنوم انسان، ژنوم‌های توصیف‌شدهٔ برخی مدل‌های جانوری و مهره‌داران در این پایگاه داده فراهم آمده‌است که همگی یوکاریوت هستند. تا سال ۲۰۰۸ این موارد توصیف شده‌است:
- طنابداران
  - پستانداران
    - هونیاسنجابک‌سانان
      - نخستی‌سانان: شب‌دوست بزرگ شمالی، شامپانزه معمولی، انسان، میمون رزوس، لمور موشی خاکستری، اورانگوتان سوماترایی، میمون شبگرد فیلیپینی؛
      - حشره‌خواران درختی: حشره‌خواران درختی؛
      - سنجابک‌سانان (= جوندگان + خرگوش‌سانان): خوکچه هندی، خرموش کانگورویی اورد، موش خانگی، موش صحرایی قهوه‌ای، سنجاب زمینی پلنگی، خرگوش بی‌دم آمریکایی، خرگوش اروپایی؛

    - لوراسیاددان: گاو، دلفین پوزه‌بطری معمولی، آلپاکا، خوک، گربه، سگ، اسب، روباه پرنده، جوجه‌تیغی اروپایی، خفاش کوچک قهوه‌ای، حشره‌خوار معمولی؛
    - آفروتریا: فیل بیشه آفریقایی، خرگوش کوهی صخره، تیغ‌پشت
    - شگفت‌بندان: آرمادیلوی نه‌نواره، تنبل؛
    - کیسه‌داران: صاریغ دم‌کوتاه خاکستری، والابی تامار؛
    - مونوتریم‌ها: نوک‌اردکی؛

  - پرندگان: مرغ، فنچ راه‌راه؛
  - پولک‌خزندگان: مارمولک آنول (pre)؛
  - نرم‌دوزیستان: قورباغه پنجه‌دار غربی؛
  - ماهی‌های پیوسته‌استخوانان: بادکنک‌ماهی ژاپنی (فوگو)، تترادون نیگروویریدیس (بادکنک‌ماهی خالدار سبز)، دانیو رریو (گورخرماهی)، اوریزیاس لاتیپس (ماهی برنج ژاپنی)، گاستروستئوس آکولئاتوس (ماهی آبنوس)؛
  - دهان‌گردان: پترومیزون مارینوس (دهان‌گردماهی دریایی) (pre)؛
  - آب‌دزدک دریایی: سیونا اینتستینالیس, سیونا ساویگنی؛
- غیر مهره‌داران
  - حشره: مگس سرکه (مگس میوه)، آنوفلس گامبی (پشه)، آئدس آگیپتی (پشه)
  - کرم‌ها: کرم الگانس
- مخمرها: ساکارومایسس سرویزیه (مخمر نانوایی)